# Las Vegas, Santa Bárbara
Las Vegas är en ort i Honduras.   Den ligger i departementet Departamento de Santa Bárbara, i den västra delen av landet, 130 km nordväst om huvudstaden Tegucigalpa. Las Vegas ligger 901 meter över havet och antalet invånare är 7 487.
Terrängen runt Las Vegas är kuperad åt sydost, men åt nordväst är den bergig. Runt Las Vegas är det ganska tätbefolkat, med 199 invånare per kvadratkilometer. Närmaste större samhälle är Santa Bárbara, 18,0 km väster om Las Vegas. 